# Five Nations 1970
Die Ausgabe 1970 des jährlich ausgetragenen Rugby-Union-Turniers Five Nations (seit 2000 Six Nations) fand zwischen dem 10. Januar und dem 18. April statt. Turniersieger wurden gemeinsam Frankreich und Wales (nach damaligem Turniermodus war die Punktedifferenz ohne Bedeutung).

## Teilnehmer
| Land       | Stadion                        | Stadt     | Trainer          | Kapitän           |
| ---------- | ------------------------------ | --------- | ---------------- | ----------------- |
| England    | Twickenham Stadium             | London    | Don White        | Bob Hiller        |
| Frankreich | Stade Olympique Yves-du-Manoir | Colombes  | Fernand Cazenave | Christian Carrère |
| Irland     | Lansdowne Road                 | Dublin    | Ronnie Dawson    | Tom Kiernan       |
| Schottland | Murrayfield Stadium            | Edinburgh | keiner           | Jim Telfer        |
| Wales      | Cardiff Arms Park              | Cardiff   | Clive Rowlands   | Gareth Edwards    |

## Tabelle
|    | Land       | Spiele | Siege | Unent. | Ndlg. | Spiel- punkte | Diff. | Tabellen- punkte |
| -- | ---------- | ------ | ----- | ------ | ----- | ------------- | ----- | ---------------- |
| 1. | Frankreich | 4      | 3     | 0      | 1     | 60:33         | + 27  | 6                |
| 1. | Wales      | 4      | 3     | 0      | 1     | 46:42         | + 4   | 6                |
| 3. | Irland     | 4      | 2     | 0      | 2     | 33:28         | + 5   | 4                |
| 4. | Schottland | 4      | 1     | 0      | 3     | 43:50         | − 7   | 2                |
| 4. | England    | 4      | 1     | 0      | 3     | 40:69         | − 29  | 2                |

## Ergebnisse
| 10. Januar 1970 | Schottland                              | 9 : 11        | Frankreich                                               | Murrayfield Stadium, Edinburgh Zuschauer: 40.000 Schiedsrichter: George Lamb (England) |
| 10. Januar 1970 | Versuche: Smith Straftritte: Lauder (2) | (6:9) Bericht | Versuche: Dauga Lux Erhöhungen: Pariès Dropgoals: Pariès | Murrayfield Stadium, Edinburgh Zuschauer: 40.000 Schiedsrichter: George Lamb (England) |

| 24. Januar 1970 | Frankreich                                               | 8 : 0   | Irland | Stade Olympique Yves-du-Manoir, Colombes Zuschauer: 35.915 Schiedsrichter: R. F. Johnson (England) |
| 24. Januar 1970 | Versuche: Sillières Erhöhungen: Pariès Dropgoals: Pariès | Bericht |        | Stade Olympique Yves-du-Manoir, Colombes Zuschauer: 35.915 Schiedsrichter: R. F. Johnson (England) |

| 7. Februar 1970 | Wales                                                                 | 18 : 9        | Schottland                                                   | Cardiff Arms Park, Cardiff Schiedsrichter: Patrick d’Arcy (Irland) |
| 7. Februar 1970 | Versuche: Daniel Dawes Llewelyn Morris Erhöhungen: Daniel Edwards (2) | (5:9) Bericht | Versuche: Robertson Straftritte: Lauder Dropgoals: Robertson | Cardiff Arms Park, Cardiff Schiedsrichter: Patrick d’Arcy (Irland) |

| 14. Februar 1970 | England                                    | 9 : 3         | Irland               | Twickenham Stadium, London Schiedsrichter: Anthony Lewis (Wales) |
| 14. Februar 1970 | Versuche: Shackleton Dropgoals: Hiller (2) | (0:3) Bericht | Straftritte: Kiernan | Twickenham Stadium, London Schiedsrichter: Anthony Lewis (Wales) |

| 28. Februar 1970 | England                                                            | 13 : 17        | Wales                                                                                         | Twickenham Stadium, London Zuschauer: 70.000 Schiedsrichter: Robert Calmet (Frankreich) R. F. Johnson (England) |
| 28. Februar 1970 | Versuche: Duckham Novak Erhöhungen: Hiller (2) Straftritte: Hiller | (13:3) Bericht | Versuche: Davies Hopkins John J. P. R. Williams Erhöhungen: J. P. R. Williams Dropgoals: John | Twickenham Stadium, London Zuschauer: 70.000 Schiedsrichter: Robert Calmet (Frankreich) R. F. Johnson (England) |

| 28. Februar 1970 | Irland                                                           | 16 : 11        | Schottland                                                          | Lansdowne Road, Dublin Schiedsrichter: Charles Durand (Frankreich) |
| 28. Februar 1970 | Versuche: W. Brown Gibson Goodall Molloy Erhöhungen: Kiernan (2) | (13:3) Bericht | Versuche: Lauder M. Smith Erhöhungen: I. Smith Dropgoals: Robertson | Lansdowne Road, Dublin Schiedsrichter: Charles Durand (Frankreich) |

| 14. März 1970 | Irland                                                                              | 14 : 0  | Wales | Lansdowne Road, Dublin Schiedsrichter: George Lamb (England) |
| 14. März 1970 | Versuche: Duggan Goodall Erhöhungen: Kiernan Straftritte: Kiernan Dropgoals: McGann | Bericht |       | Lansdowne Road, Dublin Schiedsrichter: George Lamb (England) |

| 21. März 1970 | Schottland                                                             | 14 : 5        | England                              | Murrayfield Stadium, Edinburgh Schiedsrichter: Meirion Joseph (Wales) |
| 21. März 1970 | Versuche: Biggar Turner Erhöhungen: P. Brown Straftritte: P. Brown (2) | (6:0) Bericht | Versuche: Spencer Erhöhungen: Hiller | Murrayfield Stadium, Edinburgh Schiedsrichter: Meirion Joseph (Wales) |

| 4. April 1970 | Wales                                                                             | 11 : 6        | Frankreich              | Cardiff Arms Park, Cardiff Zuschauer: 52.000 Schiedsrichter: Kevin Kelleher (Irland) |
| 4. April 1970 | Versuche: Morris Erhöhungen: J. P. R. Williams Straftritte: J. P. R. Williams (2) | (6:3) Bericht | Versuche: Bonal Cantoni | Cardiff Arms Park, Cardiff Zuschauer: 52.000 Schiedsrichter: Kevin Kelleher (Irland) |

| 18. April 1970 | Frankreich | 35 : 13        | England                                                             | Stade Olympique Yves-du-Manoir, Colombes Zuschauer: 34.079 Schiedsrichter: Kenneth Jones (Wales) |
| 18. April 1970 | Versuche: Bérot Bonal Bourgarel Dauga Lux Trillo Erhöhungen: Villepreux (4) Straftritte: Villepreux Dropgoals: Bérot Villepreux | (14:0) Bericht | Versuche: Spencer Taylor Erhöhungen: Jorden (2) Straftritte: Jorden | Stade Olympique Yves-du-Manoir, Colombes Zuschauer: 34.079 Schiedsrichter: Kenneth Jones (Wales) |